# Fernando Antonio Mariño de Lobeira
Fernando Antonio Pablo Mariño de Lobeira Andrade y Sotomayor fue un aristócrata gallego del siglo XVII. VIII señor de A Serra de Outes, villa de Albeos, castillo de Outes. Mariscal de Campo de los Ejércitos Reales.
El I marqués titulado de la Sierra, era quinto nieto de Garcí Martíz de Barbeira capitán de los señores de Altamira y de Sancha Mariño de Lobeira, dama principal en la Galicia del siglo XV y segunda señora de A Serra de Outes. Los padres de Fernando fueron Pedro Mariño de Lobeira Lemos Montenegro y Sotomayor, señor de A Serra de Outes, Albeos. Noia, Muros, etc. y de Benita de Andrade-Sotomayor Novoa Montenegro y Fidalgo de Araúxo. Padres del mariscal de campo, gobernador de Flandes y marqués de Mariño, Antonio Mariño de Lobeira y Andrade y Sotomayor.

## Título vincular
Marqués de Sierra.

## Línea vincular
- Sancha Mariño de Lobeira – Garcí Martíz de Barbeira.

- Pedro Mariño de Lobeira, Lemos, Sotomayor Montenegro y Haro IX señor de la Casa de Sierra.
- Benita de Andrade-Sotomayor Novoa Montenegro y Fidalgo de Arauxo.

- Fernando Antonio Mariño de Lobeira y Sotomayor, I marqués de la Sierra